# Moroto
Moroto es una ciudad de Uganda, ubicada en la Northern Region, en la subregión de Karamoja y capital del distrito de Moroto. Tiene unos 14,818 habitantes.

## Geografía
Moroto está a aproximadamente 210 kilómetros, por carretera, al noreste de Mbale, la ciudad grande más cercana. Esto es aproximadamente 420 kilómetros, por carretera, al noreste de Kampala, la capital de Uganda.